# 小俣一平
小俣 一平（おまた いっぺい、1952年2月2日 - ）は、日本のルポライター、ノンフィクション作家。
早稲田大学大学院政治学研究科ジャーナリズムコース兼任講師、弓立社代表取締役。

## 経歴
NHKで、社会部記者、NHKスペシャルエグゼクティブプロデューサーなどを務めたが、2010年で退職し、東京都市大学メディア情報学部教授などを歴任。「坂上遼」のペンネームでも著書がある。

### 略歴
- 1952年2月2日 - 大分県杵築市に生まれる。大分県立杵築高等学校卒業[4]。
- 1976年3月 - 東京経済大学経済学部卒業。
- 1976年4月 - NHKに入局。初任地は鹿児島局[4]。
- 2010年3月 - NHKを退職。
- 2010年4月 - 東京都市大学教授に就任。
- 2010年 - 早稲田大学大学院公共経営研究科博士後期課程修了、博士（公共経営）取得[5]。
- 2017年 - 東京都市大学定年退職。
- 2019年7月 - 第25回参議院議員通常選挙比例区に立憲民主党公認で立候補するも落選。得票数は10,140票で、党内候補者22名中18位だった[6]。

## 政策・主張
- 憲法改正に反対[7]。
- 選択的夫婦別姓導入に「賛成」。
- 同性婚に「賛成」[7]。

## 著書
- 『無念は力』（情報センター出版局、2003年）
- 『ロッキード秘録 吉永祐介と四十七人の特捜検事たち』（講談社、2007年）
- 『消えた警官　―ドキュメント　菅生事件―』（講談社、2009年　坂上遼名義）
- 『新聞･テレビは信頼を取り戻せるか』（平凡社、2011年）
- 『田中角栄を逮捕した男　吉永祐介と特捜検察「栄光」の裏側』（朝日新聞出版、2016年）
- 『「トイレ探検隊」がゆく！』（文藝春秋、2017年）